# Lucas Viatri
Lucas Ezequiel Viatri (Tres de Febrero, Buenos Aires, 29 de marzo de 1987) es un futbolista argentino que juega como delantero. Actualmente se encuentra libre tras finalizar contrato con Peñarol.

## Trayectoria

### Inferiores
Luego de un tiempo estando en un periodo de prueba, ingresó a las inferiores de Boca Juniors muy joven donde a finales del 2006 fue incluido en el primer equipo del club aunque no llegó a debutar, por lo cual fue cedido a préstamo al Emelec de Ecuador.

### Emelec
El primer semestre del 2007 fue cedido a préstamo al Emelec de la primera división del fútbol ecuatoriano. Ya que en Boca Juniors no había jugado en primera, se da su debut profesional en Emelec, disputando algunos minutos de la Serie A de Ecuador. También debutó internacionalmente al jugar la Copa Libertadores 2007. En este club no pudo anotar goles, y fueron pocos los destellos de calidad que mostró.

### Maracaibo
El segundo semestre del 2007 el club dueño de su pase, Boca Juniors, lo cedió al Maracaibo de la Primera División de Venezuela donde jugó con más ritmo y gozó con más titularidad. A pesar de tener más continuidad solo convirtió 2 goles, pero fue pieza clave del equipo durante el torneo Apertura 2007 y la Copa Venezuela. Uno de esos goles que anotó fue al legendario arquero colombiano René Higuita desde 30 metros.

### Boca
Para su retorno al club, fue dado con ficha en el primer equipo donde sería parte de la nómina que saldría subcampeón. En dicho certamen solo jugaría 2 partidos pero anotaría 1 gol y para la siguiente temporada a pesar de los rumores de venta sobre él, permanecería en el equipo.

#### 2008-09: Primeros títulos y consolidación
Para la temporada 2008-09 se consolidaría en la nómina titular del equipo. En el torneo apertura 2008, la lesión de ligamentos sufrida por Martín Palermo así como el bajo rendimiento de Ricardo Noir y de Luciano Figueroa, Viatri sería pieza fundamental del título al ser el goleador del equipo con 8 goles así como también tendría participación en el título de la Recopa Sudamericana jugando el partido de vuelta teniendo un buen rendimiento durante el semestre. También en ese semestre jugaría su primera Copa Sudamericana. Para el 2009 se mantuvo el la titularidad aunque alternando convocatorias debido a la participación del club en la Copa Libertadores. En ese semestre solo convertiría 1 gol debido al retorno de Martín Palermo al equipo titular aunque manteniendo un gran nivel y formando un gran sociedad con Juan Román Riquelme y el mismo Palermo.
Para la siguiente temporada el club mostró un nivel muy bajo quedando fuera de la búsqueda de los títulos del apertura y clausura casi al inicio de estos y quedando fuera de la Copa Libertadores para la temporada siguiente, aunque para el primer semestre de la temporada disputarían la Sudamericana. Para esta temporada jugó 22, aunque solo 5 partidos los jugó de titular, y marcó 4 goles. Al final para la temporada siguiente el equipo no se clasificó a ningún torneo internacional y siendo blanco de muchas críticas.

#### 2010-11
Para la siguiente temporada la situación del equipo no cambio mucho, no obstante la suya sí ya que tuvo más continuidad y marcó 7 goles en esa temporada y siendo fundamental en la temporada para que el club peleara hasta el último partido de la temporada la clasificación a la sudamericana del 2011. Para el final de dicha temporada fue el retiro de Martín Palermo con lo cual cambió su dorsal del número 27 al 9.

#### 2011-12: Nuevos títulos y lesión
Para el torneo apertura 2011 fue el titular del equipo junto a Pablo Mouche y Darío Cvitanich donde el club saldría campeón invicto con 12 puntos de diferencia con el segundo, Racing Club, y teniendo la valla menos goleada del equipo, no obstante a la mitad del torneo sufre una rotura de ligamentos cruzados que lo hizo perderse el torneo apertura así como casi todo el torneo clausura. Hasta el momento de su lesión había marcado 3 goles y era el goleador del club y terminó siendo uno de los goleadores del club en el certamen. Para cubrir su baja el equipo contrató a Santiago Silva para afrontar la liga local, la Copa Libertadores y la Copa Argentina. Su regreso a las canchas se produjo el 21 de mayo frente a Racing después de 7 meses marcando un gol en la victoria 2 a 0 siendo la jugada previa un sombrero creado de un taco. En la Copa Libertadores del 2012, Boca fue protagonista llegando a la final perdiéndola frente Corinthians de Brasil. En el certamen internacional jugó 3 partidos (1 en las semifinales y los 2 de la final) aunque no anotó ningún gol. En la liga de Argentina finalizaría en el cuarto lugar y solo marcaría un gol, no obstante quedaría campeón de la copa Argentina frente al Racing de Avellaneda marcando un gol en la final en la victoria 2 a 1 del equipo frente a la academia siendo el segundo gol de Santiago Silva y clasificándose tanto a la copa Sudamericana del 2012 y a la Libertadores del 2013.

#### 2012-13
Para la siguiente temporada el club realizó una campaña muy irregular finalizando en el sexto puesto aunque en el torneo inicial 2012 no tuvo mucha continuidad debido a que el club contrato a Lautaro Acosta y a la consolidación de juveniles como Nicolás Colazo, Leandro Paredes, Juan Sánchez Miño, Cristian Erbes y Nicolás Blandi. Aun así marcó 3 goles en los pocos minutos que disputó en el certamen, aunque en la sudamericana quedarían eliminados en primera ronda frente a Independiente por un global de 3 a 3 por gol visitante quedándose sin poder anotar. Al final del semestre el equipo prescindió de Julio César Falcioni como técnico y se decantó por el retorno de Carlos Bianchi, el técnico más ganador del club con lo cual volvió a ser tenido en cuenta con más continuidad, no obstante las rotaciones que impuso Bianchi, hicieron que fuera jugando menos partidos y marcando solo 2 goles (1 por copa y el otro por liga). En la Copa Libertadores llegaron hasta los cuartos de final esta vez, y solo jugó 6 partidos siendo el tercer delantero del club detrás de Nicolás Blandi y de Santiago Silva. Antes de finalizar la temporada le fue comunicado que no sería prioridad para la siguiente temporada con lo cual fue cedido a préstamo por 1 año al Chiapas de México. En su último partido como jugador de Boca anotó el gol del empate frente a Godoy Cruz en la igualdad a un gol.

### Chiapas
Luego de no tener sitio en Boca, fue cedido a préstamo por 1 año al Chiapas Fútbol Club de la Primera División de México donde se le dio la dorsal 9. En el equipo mexicano durante el torneo apertura fue titular durante 12 de los 15 partidos que disputó marcando 4 goles y siendo considerado uno de los mejores fichajes de la liga mexicana en el torneo. Para el clausura mexicano en el primer partido que disputó marcó 1 gol. En total en este equipo jugó 33 partidos y anotó 9 goles.

### Shanghái
El 2014 pasa al Shanghái Shenhua de la Superliga de China, donde mantiene el mejor promedio de gol de su carrera, anotando 6 goles en 17 partidos.

### Peñarol
Llega a Peñarol a mitad del año 2017 para jugar el segundo semestre de la temporada el Torneo Clausura. Con Peñarol obtuvo el Campeonato Uruguayo 2017 convirtiendo igual cantidad de goles y asistencias, cuatro.
El 26 de enero de 2018 consigue ganar la Supercopa Uruguaya 2018, donde Peñarol derrotó a su tradicional rival Nacional por 3 a 1.
En enero de 2019 renueva su contrato con el Club Atlético Peñarol por una nueva temporada.
En enero de 2020 no renueva con el  Club Atlético Peñarol  quedando como jugador libre.

### Deportivo Maldonado
Se unió al equipo fernandino para la temporada 2021.

## Selección nacional
En abril de 2011 fue convocado por primera vez en su carrera profesional a la selección Argentina, la cual era dirigida por Sergio Batista, enfrentándose a Ecuador y posteriormente con Paraguay en encuentros amistosos. Dichos partidos fueron dentro de una preparación para lo que sería la Copa América 2011 organizada en dicho país. Posteriormente no sería tenido en cuenta para la plantilla final de jugadores que disputaron el certamen. 
En septiembre de 2011 sería citado nuevamente, pero esta vez por Alejandro Sabella para disputar el Superclásico de las Américas. 

## Clubes
| Club                | País      | Año                | Part. | Goles | Asist. | Prom. G-A |
| ------------------- | --------- | ------------------ | ----- | ----- | ------ | --------- |
| Boca Juniors        | Argentina | 2007 - 2013        | 133   | 31    | 11     | 0.32      |
| Emelec (cedido)     | Ecuador   | 2007               | 8     | 0     | 0      | 0         |
| Maracaibo (cedido)  | Venezuela | 2007               | 12    | 2     | 0      | 0.17      |
| Chiapas (cedido)    | México    | 2013 - 2014        | 33    | 9     | 1      | 0.30      |
| Shanghái Shenhua    | China     | 2014 - 2015        | 17    | 6     | 4      | 0.59      |
| Banfield            | Argentina | 2015               | 25    | 4     | 2      | 0.24      |
| Estudiantes         | Argentina | 2016 - 2017        | 43    | 13    | 2      | 0.35      |
| Peñarol             | Uruguay   | 2017 - 2019 / 2022 | 104   | 24    | 13     | 0.45      |
| Colón               | Argentina | 2020               | 7     | 0     | 0      | 0         |
| Deportivo Maldonado | Uruguay   | 2021               | 9     | 4     | 0      | 0.44      |
| Total carrera       |           | 2007 - 2022        | 392   | 90    | 34     | 0.32      |

## Palmarés

### Títulos nacionales
| Título              | Equipo       | País      | Año    |
| ------------------- | ------------ | --------- | ------ |
| Primera División    | Boca Juniors | Argentina | A-2008 |
| Primera División    | Boca Juniors | Argentina | A-2011 |
| Copa Argentina      | Boca Juniors | Argentina | 2012   |
| Campeonato Uruguayo | Peñarol      | Uruguay   | 2017   |
| Torneo Clausura     | Peñarol      | Uruguay   | 2017   |
| Supercopa Uruguaya  | Peñarol      | Uruguay   | 2018   |
| Torneo Clausura     | Peñarol      | Uruguay   | 2018   |
| Campeonato Uruguayo | Peñarol      | Uruguay   | 2018   |
| Torneo Apertura     | Peñarol      | Uruguay   | 2019   |
| Supercopa Uruguaya  | Peñarol      | Uruguay   | 2022   |

### Torneos internacionales
| Título              | Equipo       | Sede         | Año  |
| ------------------- | ------------ | ------------ | ---- |
| Recopa Sudamericana | Boca Juniors | Buenos Aires | 2008 |

## Vida personal
Es padre del basquetbolista profesional Lautaro Viatri.

### Proceso con la Justicia Argentina
Lucas Viatri estuvo preso casi un mes en el año 2008. El hecho que se le imputa ocurrió el 20 de marzo de ese año en una peluquería de la localidad bonaerense de Castelar. Varios ladrones armados entraron a robar y escaparon con 5.000 pesos, tijeras y navajas importadas. Tras el asalto, el peluquero hizo la denuncia en la comisaría local y la causa recayó en manos del fiscal. Pocas semanas después, Viatri hizo su aparición en el primer equipo de Boca, y recién allí el asaltado lo reconoció e inició el proceso judicial. La investigación, que incluyó filmaciones y pruebas fotográficas, derivó en una serie de allanamientos a las casas de los acusados, uno de los cuales es hermano del futbolista. El comerciante reconoció a Lucas Viatri como el ladrón que no sólo le robó sino que le apuntó con un arma calibre 45 en la cabeza amenazando con asesinarlo, hay varios testigos que afirman lo mismo. En el año 2009, este hecho delictivo le impide emigrar al fútbol europeo porque el Tribunal Oral Criminal 6 de Morón argumentó que Viatri debía cumplir dos años y medio de trabajo comunitario y resarcir económicamente al comerciante perjudicado.

### Accidente con pirotecnia
Viatri sufrió una lesión ocular debido al mal manejo de pirotecnia durante las Fiestas del año 2017. El jugador celebraba junto a su familia en Buenos Aires y, durante la Navidad, se produjo el accidente con un fuego artificial que le explotó muy cerca del rostro.
Por tal acontecimiento estuvo afuera de las canchas por casi 8 meses, regresando a la competencia oficial en julio del 2018.